# Медяны
Троицкая церковь села Медяны восстанавливается Приходом с 2015 года. 11 августа 2020 года в храме впервые с 1938 года совершили богослужение. В настоящее время в храме ведуться отделочные работы.
Медяны — село в Юрьянском районе Кировской области, административный центр Медянского сельского поселения.

## География
Находится на правобережье Вятки на расстоянии примерно 25 километров на северо-запад по прямой от центра города Киров.

## История
Упоминается с 1671 года как погост с 5 дворами. Однако Троицкая церковь на Медяне известна с 1629 года. В 1764 учитывается как село с 112 жителями. В 1777 году построена новая каменная церковь (после закрытия и использования в качестве мастерских церковь пустует и подвергается дальнейшему разрушению). В 1873 году отмечается Медянский погост с 3 дворами и 9 жителями, в 1905 как село, где имеется 7 дворов и 33 жителя, в 1926 22 и 62 соответственно, в 1950 54 и 82. В 1989 году проживало 560 человек..

## Население
| 2010 |
| ---- |
| 469  |

Постоянное население составляло 560 человек (русские 98 %) в 2002 году, 469 в 2010.

## Инфраструктура
Основа экономики — сельское хозяйство.
Основная общеобразовательная школа с. Медяны с дошкольным отделением.

## Достопримечательности
Троицкая церковь — Объект культурного наследия России, памятник архитектуры.
Памятник неизвестному солдату.

## Транспорт
Село доступно с федеральной трассы  Р-176 Вятка. Остановка общественного транспорта «Медяны». 